# 大一商会
株式会社大一商会（だいいちしょうかい、英: DAIICHI SHOKAI Co.,Ltd. ）は、愛知県北名古屋市に本社を置く日本のパチンコメーカー。
現在のVI（ビジュアル・アイデンティティ）となるパチンコ玉を模したマークは、2009年発売のCR天才バカボン 41才の春だからより採用している。

## 特徴

### パチンコ
- CR天才バカボンシリーズを筆頭にアニメのタイアップ機に強みを持つ。演出で使用されるアニメーションに関しては安易にポリゴンに頼らず、アニメ製作会社に依頼して、ちゃんとしたアニメで映像を作っていることが挙げられる[注釈 1]。
- またCRピンクレディーシリーズやCR中森明菜・歌姫伝説をはじめとする、いわゆる「歌もの」も得意としている。他社に見られない特徴として、複数の歌手をまとめて1つの機種としたパチンコ機を複数発売している[注釈 2]。
- その一方で洋画のタイアップ機は2007年の「CRアイスエイジ」まで発売がなかったが、2010年以降は増加している。
- 近年業界全体で発売数が減少している羽根モノのジャンルで、平和（アムテックス）などと共に力を入れており、今なお主力機種となっているCRレレレにおまかせ!シリーズを販売している。
- 予告演出において、他社では期待の薄い色として扱われる「白色」を激アツの色として用いている。これに加え2009年からはテントウムシを激アツの予告に採用した。また2015年以降はパチパチ柄を採用している。また、チャンスボタンを連打する「大一連打」や保留先読み演出の「雷雲モード」など、機種に関わらず統一された演出を取り入れている。

### パチスロ
- 2002年、メーシー販売（アルゼグループ）の協力を得て、ダイナマイトドリーム、大爆弾 （オオバクダン2）を大一直営店などにテスト導入したが、本格販売には至らなかった。
- 2004年にパチスロ機「走れコウタロー」をOEMでは無く自社開発し、本格参入を果たした。ただこの筐体は、メーシー製造だった頃の筐体デザインをベースにしている。
- 4号機の「おそ松くん」はその爆発的な連荘性能が話題を呼んだが、5号機になってからはこれといったヒット機種は生まれていない。
- 2012年から、パチスロ機については関連会社の株式会社ディ・ライトからの発売となる。

## パチンコ機種一覧

### 旧要件機（主要機種）
- 1987年以前 - マグナム
- 1988年 - ニュービッグセブンP-4
- 1990年 - ジャイアント7、グレートクイーン、マジック7
- 1991年 - フルーツパンチ（一般電役）
- 1992年 - ダイナマイト（権利物・連チャン性が高い）
- 1993年 - ゴリコップ
- 1994年 - CRビッグソロッター2
- 1995年 - ダンスダンス、CRバトルヒーローV、CRちんじゃらV
- 1996年 - CRフルーツパッション、CRどろろん忍者くんV
- 1997年 - CRウルトラマン（初のタイアップ機）、CR寛平笑劇場
- 1999年 - CRファイナルバトル、CRどきどき愛LAND
- 2000年 - CRラブリーレミ、CRギャンブラー愛、CR天才バカボン
- 2001年 - CRバトルヒーロー伝説、CRダイナマイ娘
- 2002年 - CRピンクレディー、CRミニスカポリス
- 2003年 - CRコットン、CR天才バカボン2、ハイパーチョッキモン
- 2004年 - CRレレレにおまかせ!、CRディーアールエム、CR走れコウタロー

### 2004年改正規則準拠機
| 機種名                                                          | 発売年月   | 備考                                                                                   |
| --------------------------------------------------------------- | ---------- | -------------------------------------------------------------------------------------- |
| CRおそ松くん                                                    | 2004年11月 | CRフィーバー大ヤマト2と共に登場した、初の新要件機、新枠「NX」導入                      |
| CRハイパーパッション                                            | 2004年12月 |                                                                                        |
| CR怪物くん                                                      | 2005年2月  |                                                                                        |
| CRホンジャマカのぐるぐるパーク                                  | 2005年5月  |                                                                                        |
| CR海伝説                                                        | 2005年6月  |                                                                                        |
| CRギャートルズ                                                  | 2005年8月  |                                                                                        |
| CRイヤミのここで一発                                            | 2005年9月  | 羽根モノタイプ                                                                         |
| CRテレサ・テン                                                  | 2005年11月 | 初の甘デジスペック発売                                                                 |
| CRチビ太のここで一発                                            | 2005年11月 | 直撃大当たり搭載の羽根モノタイプ                                                       |
| CR所さんのすんごいパチンコ台                                    | 2006年2月  | 最大8個保留タイプの先駆け                                                              |
| CRダイナマイトキング CRダイナマイトクイーン                     | 2006年4月  | 権利物タイプ。バトルスペック                                                           |
| CR中森明菜・歌姫伝説                                            | 2006年6月  |                                                                                        |
| 開け!チューリップ                                               | 2006年6月  | 普通機                                                                                 |
| CR湘南爆走族                                                    | 2006年10月 | デジパチ・羽根モノ混合タイプ。攻略打法で一部スペックが自主回収に                       |
| CRGメン'75                                                      | 2006年11月 | 業界初、ヘソ・電チュー各保留で2R確変の割合が変化                                       |
| CR新レレレにおまかせ!                                           | 2007年1月  | 直撃大当たり搭載の羽根モノタイプ                                                       |
| CRプロゴルファー猿                                              | 2007年3月  | バトルスペック                                                                         |
| CR J-POPヒットバラエティ                                        | 2007年4月  | デジパチ・羽根モノ混合タイプ                                                           |
| CRピンクレディー・セカンドツアー                                | 2007年5月  | 新枠「X-GEAR」導入                                                                     |
| CRほしのあきの胸キュンパラダイス                                | 2007年8月  |                                                                                        |
| CR天才バカボン クラシック                                       | 2007年9月  |                                                                                        |
| CRAがんばれ!!タブチくん!!                                       | 2007年10月 | 直撃大当たり搭載の羽根モノタイプ                                                       |
| CRアイスエイジ                                                  | 2007年11月 |                                                                                        |
| CRスーパーダイナマイトキング CRAスーパーダイナマイトクイーン    | 2007年12月 | 権利物タイプ。バトルスペック                                                           |
| CRアイドルコレクション70's                                      | 2008年2月  |                                                                                        |
| CRワニワニパニック2                                             | 2008年5月  | バトルスペック                                                                         |
| CRミニスカポリス2                                               | 2008年7月  |                                                                                        |
| CR細川たかしの熱唱炎歌祭り                                      | 2008年10月 |                                                                                        |
| CRAうたテレQUEEN                                                | 2008年12月 | 甘デジ専用機種                                                                         |
| CR遠山の金さん                                                  | 2008年12月 | 橋幸夫主演の『ご存じ金さん捕物帳』（1974年）を使用                                     |
| CR天才バカボン 41歳の春だから                                   | 2009年3月  | アニメ「平成天才バカボン」をモチーフ。新枠「D-SOLID」導入                              |
| CRはねものUFO with ピンク・レディー                             | 2009年6月  | 直撃大当たり搭載の羽根モノタイプ                                                       |
| CR石川さゆり〜あなたのために歌います〜                          | 2009年6月  |                                                                                        |
| CRAもっと!レレレにおまかせ!                                     | 2009年8月  | 直撃大当たり搭載の羽根モノタイプ                                                       |
| CR忍者ハットリくん〜からくり屋敷に来たでござる!の巻〜           | 2009年10月 |                                                                                        |
| CR哲也〜雀聖と呼ばれた男〜                                      | 2009年12月 | バトルスペック                                                                         |
| CR ENTER THE MATRIX                                             | 2010年1月  |                                                                                        |
| CR氷川きよし〜きよしの前に座りましょう〜                        | 2010年3月  |                                                                                        |
| CRスーパーマンリターンズ                                        | 2010年6月  |                                                                                        |
| CR中森明菜・歌姫伝説〜恋も二度目なら〜                          | 2010年9月  |                                                                                        |
| CRトムとジェリー いたずらジェリーをつかまえろ!                  | 2010年10月 |                                                                                        |
| CRゴリ神                                                        | 2010年12月 |                                                                                        |
| CRタイタニック ザ・パチンコ                                     | 2011年2月  | 新枠「Dラグジュ」導入                                                                  |
| 踊るパチンコ CRピンク・レディー2011                             | 2011年4月  |                                                                                        |
| キレてるパチンコ CR本官にまかせろ!                              | 2011年6月  |                                                                                        |
| CR遠山の金さん〜燃えろ桜吹雪〜                                  | 2011年8月  | 前作とは異なり杉良太郎版を使用 一部のスペックではDバーニング枠が採用されている。       |
| CRアラビアンラッシュ                                            | 2011年11月 | 一部のスペックではDバーニング枠が採用されている。                                      |
| CR天才バカボン4〜決断の瞬間(とき)〜                             | 2012年5月  | 新枠「Dバーニング」導入 大当たりラウンド数を遊技者が選べる機能「ドキドキゲート」を搭載 |
| CRミッションインポッシブル                                      | 2012年6月  |                                                                                        |
| CR餓狼伝説☆双撃                                                 | 2012年8月  | 電チューとスルーが一体化した新機能「加速装置」を搭載                                   |
| CRラストサムライ                                                | 2012年10月 |                                                                                        |
| CRスーパーマンリターンズ〜正義のヒーロー〜                      | 2012年12月 | 加速装置搭載機種初のST機                                                               |
| CRファイヤーダイナマイトキング CRファイヤーダイナマイトクイーン | 2013年2月  | ドキドキゲートと加速装置をW搭載                                                        |
| CRデッドオアアライブ                                            | 2013年7月  | ドキドキゲートを左右別スルーに搭載                                                     |
| CRひぐらしのなく頃に頂                                          | 2013年8月  | 加速装置搭載。                                                                         |
| CRAもっと!レレレにおまかせ!もういっかい!                        | 2013年8月  | 羽根モノ                                                                               |
| CR薄桜鬼〜緋焔録〜                                              | 2013年10月 |                                                                                        |
| CRバイオハザード                                                | 2013年12月 | 新枠「メテオストーム」導入                                                             |
| CR氷川きよし2～今度はきよしとふれあいましょう～                 | 2014年2月  |                                                                                        |
| CR中森明菜・歌姫伝説～情熱EDITION～                             | 2014年4月  | シリーズ第3弾                                                                          |
| CR忍者ハットリくん〜科学忍法vs忍の術〜                          | 2014年6月  |                                                                                        |
| CR風雲維新ダイショーグン                                        | 2014年7月  |                                                                                        |
| CR T.M.Revolution                                               | 2014年10月 |                                                                                        |
| CR哲也2〜雀聖再臨〜                                             | 2014年12月 |                                                                                        |
| CRAシンちゃんにおまかせ〜羽根モノの巻〜                         | 2014年3月  | 羽根モノ                                                                               |
| CRバイオハザード0                                               | 2015年5月  |                                                                                        |
| CRモンキー・パンチ〜漫画活動大写真〜                            | 2015年6月  |                                                                                        |
| CRザ・キング・オブ・ファイターズ                                | 2015年7月  |                                                                                        |
| CR魁!!男塾                                                      | 2015年8月  | 新枠「DUAL CIRCLE」導入                                                                |
| CR雀鬼〜桜井章一伝説〜                                          | 2015年10月 | ライトミドル専用機、「メテオストーム」枠                                               |

### 2016年内規準拠機
| 機種名                                | 発売年月   | 備考                                   |
| ------------------------------------- | ---------- | -------------------------------------- |
| CR天才バカボン〜V!V!バカボット!〜     | 2015年12月 | 新基準MAX機、シリーズ初のV確変機       |
| CR銀河機攻隊 マジェスティックプリンス | 2016年4月  | 新枠「imagination+」導入、1種2種混合機 |
| CRスーパーマン〜Limit Break〜         | 2016年5月  | 7回リミッタータイプ                    |
| CR天下一閃                            | 2016年10月 | 一発台「DUAL CIRCLE」枠                |
| CRフルーツパンチ                      | 2017年1月  | 1種2種混合機「DUAL CIRCLE」枠          |
| CRおそ松さん〜THE・DRUM〜             | 2017年3月  | ドラム型リールマシン                   |
| CRテレサ・テン2                       | 2017年5月  | 45％確変機                             |
| CRひぐらしのなく頃に 叫               | 2017年6月  |                                        |
| CR哲也 玄人の頂へ                     | 2017年10月 |                                        |
| CRうしおととら                        | 2018年1月  |                                        |
| CR翠星のガルガンティア                | 2018年4月  |                                        |
| CR犬夜叉JUDGEMENT∞                    | 2018年6月  | ディ・ライト ブランド                  |
| CRダイナマイトキングin沖縄            | 2018年7月  |                                        |
| CR DEAD OR ALIVE XTREME               | 2018年8月  | 「DUAL CIRCLE」枠                      |
| CRおそ松さん〜はじまりはじまり〜      | 2018年10月 |                                        |
| CRノルソル                            | 2019年1月  | ディ・ライト ブランド                  |
| CRおそ松さん〜おうまは最高!〜         | 2019年4月  |                                        |
| CRウルトラジャンボ                    | 2019年4月  |                                        |

### 2018年改正規則準拠機
| 機種名                                           | 発売年月   | 備考 |
| ------------------------------------------------ | ---------- | --- |
| P翠星のガルガンティア                            | 2019年6月  | 6段階設定                                                                                                 |
| 超継続パチンコ ayumi hamasaki ～LIVE in CASINO～ | 2019年10月 | ディ・ライト ブランド、新枠「ルナーレス」初採用、設定非搭載・6段階設定の2スペック                         |
| P忍者ハットリくん〜決戦!サイバーからくり城の巻   | 2019年11月 | |
| Pひぐらしのなく頃に〜廻〜                        | 2020年1月  | |
| PA怪盗おそ松さん                                 | 2020年2月  | ディ・ライト ブランド 羽根モノ（直撃大当りあり、6段階設定）                                               |
| P天昇!姫相撲                                     | 2020年3月  | |
| Pひぐらしのなく頃に～廻～219ver.                 | 2020年5月  | |
| Pひぐらしのなく頃に〜憩〜                        | 2020年7月  | 「Pひぐらしのなく頃に〜廻〜」の甘デジ版                                                                   |
| Pおそ松さんの頑張れ!ゴールデンロード             | 2020年10月 | ディ・ライト ブランド、遊タイム搭載                                                                       |
| Pパイレーツオブダイナマイトキング                | 2020年12月 | |
| Pひぐらしのなく頃に〜瞬〜                        | 2021年2月  | 「Pひぐらしのなく頃に〜廻〜」の兄弟機、時短c＆遊タイム搭載                                                |
| P中森明菜・歌姫伝説〜THE BEST LEGEND〜           | 2021年4月  | |
| P神・天才バカボン                                | 2021年10月 | 2種タイプ                                                                                                 |
| Pひぐらしのなく頃に〜彩〜                        | 2022年2月  | |
| P真・一騎当千                                    | 2022年7月  | 新枠「ルナーレスⅡ」初採用                                                                                 |
| Pひぐらしのなく頃に～蕾～                        | 2022年8月  | |
| P犬夜叉2                                         | 2022年9月  | ディ・ライト ブランド                                                                                     |
| Pうしおととら～超獣SPEC～                        | 2022年10月 | ディ・ライト ブランド                                                                                     |
| Pダイナマイトキング〜最強SPEC〜                  | 2022年12月 | |
| P神・天才バカボン～甘神SPEC～                    | 2023年2月  | |
| P哲也                                            | 2023年5月  | ディ・ライト ブランド                                                                                     |
| P真・一騎当千〜桃園の誓い〜                      | 2023年8月  | ディ・ライト製（12月発売のライトミドル版は大一製）、新枠「シグナス」初採用                                |
| P百花繚乱                                        | 2023年9月  | ディ・ライト ブランド                                                                                     |
| P世紀末・天才バカボン～神SPEC凱旋～              | 2023年10月 | ディ・ライト製、2種タイプ                                                                                 |
| P中森明菜・歌姫伝説〜BLACK DIVA〜                | 2024年1月  | ディ・ライト製                                                                                            |
| P世紀末・天才バカボン～福神SPEC～                | 2024年3月  | P世紀末・天才バカボン～神SPEC凱旋～の兄弟機、ディ・ライト製、ラッキートリガー搭載                         |
| Pひぐらしのなく頃に 輪廻転生                     | 2024年4月  | ディ・ライト製                                                                                            |
| P攻殻機動隊 SAC_2045                             | 2024年9月  | ディ・ライト製、ラッキートリガー搭載                                                                      |
| e閃乱カグラ                                      | 2025年2月  | ディ・ライト製、スマパチ、ラッキートリガー搭載                                                            |
| e犬夜叉3.0                                       | 2025年7月  | ディ・ライト製、スマパチ、ラッキートリガー3.0+搭載                                                        |
| e真・一騎当千～軍神覚醒～                        | 2025年8月  | ディ・ライト製、スマパチ、2種タイプ、ラッキートリガー3.0+搭載 デカヘソ機(1/319)・通常版(1/396)の2スペック |

出典：パチンコ機種情報（パチンコビレッジ）／機種インデックス（P-WORLD）

## パチスロ・パロット機種一覧

### 4号機（主要機種）
- 2004年 - 走れコウタロー
- 2005年 - おそ松くん

### 5号機
| 機種名                                                   | 発売年月   | 備考                        |
| -------------------------------------------------------- | ---------- | --------------------------- |
| デジタル所さん                                           | 2007年7月  | 初の5号機                   |
| パチスロ湘南爆走族                                       | 2007年10月 |                             |
| パロット湘南爆走族                                       | 2008年2月  | パロット                    |
| 中森明菜スロット伝説                                     | 2008年3月  |                             |
| パチスロ遠山の金さん                                     | 2009年10月 |                             |
| パチスロワニワニパニック 〜キミのハートをワニづかみ〜    | 2010年9月  |                             |
| パチスロ ミッションインポッシブル                        | 2012年2月  | 以下、ディ・ライト ブランド |
| パチスロ熱血!華成学園ヒーロー部                          | 2012年6月  |                             |
| パチスロ天才バカボン 人類ウナギイヌ化計画を阻止するのだ! | 2013年3月  |                             |
| パチスロギルティギア                                     | 2013年11月 |                             |
| パチスロ銀河機攻隊 マジェスティックプリンス              | 2015年11月 |                             |
| パチスロああっ女神さまっ                                 | 2015年11月 |                             |

### 5.5号機
| 機種名                       | 発売年月   | 備考 |
| ---------------------------- | ---------- | ---- |
| パチスロひぐらしのなく頃に絆 | 2016年2月  |      |
| パチスロ翠星のガルガンティア | 2016年5月  |      |
| パチスロ薄桜鬼 蒼焔録        | 2016年11月 |      |
| パチスロおそ松さん           | 2017年2月  |      |
| パチスロおそ松くん           | 2017年4月  |      |
| 戦国美少女 織田信奈の野望    | 2017年8月  |      |

### 6号機以降
| 機種名                       | 発売年月   | 備考                                                             |
| ---------------------------- | ---------- | ---------------------------------------------------------------- |
| パチスロおそ松さん～驚～     | 2019年3月  |                                                                  |
| パチスロダイナマイトキング極 | 2020年5月  |                                                                  |
| パチスロ哲也〜天運地力〜     | 2020年12月 | 6.1号機、製造：七匠 クロスアルファ「パチスロ哲也」シリーズ後継機 |
| うしおととら 雷槍一閃        | 2021年9月  | Daiichiブランド、業界初の6.2号機、ZEEG製筐体                     |
| パチスロBOØWY                | 2022年9月  | 6.5号機                                                          |
| Lひぐらしのなく頃に 業       | 2023年11月 | スマスロ、ART機                                                  |
| L真・一騎当千                | 2024年10月 | スマスロ、Daiichiブランド                                        |
| Lうしおととら 白面決戦       | 2025年4月  | スマスロ、アイドル製、Daiichiブランド                            |

出典：パチスロ機種情報（パチンコビレッジ）／機種インデックス（P-WORLD）

## D Dream Girls
D Dream Girls（ディー・ドリームガールズ）は、2012年に発足した同社の公式イメージガールユニット。略称は「D.D.G」。
同社創業60周年を記念した新プロジェクトとして、同年9月にオーディションが行われ、12月13日にメンバー6人が初お披露目された。メンバー全員がメガネをかけ、赤を基調としたコスチュームでPR活動を行う。

### メンバー
| 名前（よみ）                  | 生年月日       | 出身地 | 血液型 | 所属事務所               | 備考                       |
| ----------------------------- | -------------- | ------ | ------ | ------------------------ | -------------------------- |
| 天野麻菜（あまの まな）       | 1991年10月14日 | 大阪府 | B型    | オフィスヴィッシュ       | Cutie（キューティー）担当  |
| 加藤有紗（かとう ありさ）     | 1985年12月15日 | 秋田県 | O型    | ホリ・エージェンシー     | Cutie（キューティー）担当  |
| 寺本亜佑美（てらもと あゆみ） | 1987年7月30日  | 静岡県 | AB型   | アデッソ                 | Beauty（ビューティー）担当 |
| 南結衣（みなみ ゆい）         | 1990年8月5日   | 埼玉県 | A型    | JMO                      | Beauty（ビューティー）担当 |
| 児玉菜々子（こだま ななこ）   | 1987年4月3日   | 京都府 | A型    | ファンタスター           | Sexy（セクシー）担当       |
| 岸明日香（きし あすか）       | 1991年4月11日  | 大阪府 | B型    | NASAエンターテインメント | Sexy（セクシー）担当       |

## 主な提供番組
- おそ松さん（テレビ東京ほか、2015年10月 - 2016年3月／2017年10月 - 2018年3月／2020年10月 - 2021年3月、製作参加）
- ひぐらしのなく頃にシリーズ（「業」より製作参加）
  - ひぐらしのなく頃に業（TOKYO MX・BS11ほか、2020年10月 - 2021年3月）
  - ひぐらしのなく頃に卒（TOKYO MX・BS11ほか、2021年7月 - ）

## 備考
- メセナの一環として、名古屋市にガラス工芸の美術館（企業博物館）・大一美術館を所有している。
- 2011年発売の「Dラグジュ枠」を使用したパチンコ機5機種が、台枠の欠陥により最悪の場合発火の恐れがあるとして、2012年1月に全台撤去の措置が取られることとなった[9]。
- 直営のパチンコ店として「大一 岩塚店」（名古屋市中村区）が存在する。他のメーカー直営店と同様に、正式リリース前の新台のテスト導入（ロケーションテスト）などが行われる[10]。